# فومیکو اوریکاسا
فومیکو اُوریکاسا (折笠 富美子 Orikasa Fumiko, زادهٔ ۲۷ دسامبر، ۱۹۷۴) بازیگر، خواننده، و صداپیشه اهل ژاپن است. او صداپیشگی شخصیت‌هایی همچون روکیا کوچیکی در بلیچ، میرین هاوکه در موبایل سوت گاندام سرنوشت سید، چون لی در مبارز خیابانی، لیدی در شیطان هم می‌گرید، لوته یانسون در آکادمی جادوگر کوچک، چیوکو فوجیوارای جوان در بازیگر هزاره، و ریزا هاوک‌آی در کیمیاگر تمام‌فلزی: برادری را بر عهده داشته‌است.